# Cadiz (Wisconsin)
Cadiz – miasto w Stanach Zjednoczonych, w stanie Wisconsin, w hrabstwie Green.